# Ngaliyan (Limpung)
Ngaliyan is een bestuurslaag in het regentschap Batang van de provincie Midden-Java, Indonesië. Ngaliyan telt 1618 inwoners (volkstelling 2010).